# Бєлоусов Юрій Володимирович
Ю́рій Володи́мирович Бєлоу́сов (нар. 18 вересня 1936 — 18 жовтня 2012) — доктор медичних наук, професор, заслужений діяч науки і техніки України (1992), завідувач кафедри педіатричної гастроентерології та нутриціології Харківської медичної академії післядипломної освіти. Засновник української школи дитячої гастроентерології, академік Інженерної академії України, дійсний член Нью-Йоркської академії наук.

## Короткий життєпис
Його батько — Володимир Бєлоусов, педіатр, заслужений діяч науки УРСР, член-кореспондент АМН СРСР.
Закінчив педіатричний факультет Харківського медичного інституту. Від 1960 року працював лікарем-ординатором Люботинського дитячого санаторію. Від 1962 року й до смерті — в Українському інституті вдосконалення лікарів, у якому пройшов шлях від аспіранта до завідувача кафедри.
1966 року захистив кандидатську, 1979-го — докторську роботи з дитячої гастроентерології.
1979 року в Українському інституті вдосконалення лікарів очолив кафедру педіатрії № 1. За його плідної праці вперше в СРСР розроблено програму та стали провадитися цикли з питань вдосконалення дитячої гастроентерології. Протягом 10 років був деканом педіатричного факультету інституту вдосконалення лікарів. За його наполегливої ініціативи заснована Українська асоціація дитячих гастроентерологів.
Під його керівництвом захищено понад 40 дисертацій.
Є автором понад 500 наукових робіт, у тому числі й 5 монографій, довідники, навчальні посібники, серед них — перший в Україні з дитячої гастроентерології, 8 патентів на винаходи.
На фасаді будинку № 5 (проспект Незалежності), де мешкав професор Бєлоусов, встановлено меморіальну дошку його пам'яті.

## Основні публікації
- Психотерапия в комплексе реабилитации детей с хроническими заболеваниями пищеварительной системы / Ю. В. Белоусов, В. А. Скумин, И. И. Присич// Тезисы докладов XII съезда педиатров Эстонской ССР. — Таллин: Министерство здравоохранения Эстонской ССР, Научное медицинское общество детских врачей Эстонской ССР, 1985. — C. 102—103.  [Архівовано 3 березня 2017 у Wayback Machine.] (рос.)
- Психотерапевтические аспекты реабилитации детей с хроническими заболеваниями пищеварительной системы. /Ю. В. Белоусов, В. А. Скумин // Педиатрия. — 1986. — № 8. — C. 46-50.  [Архівовано 4 січня 2018 у WebCite] (рос.)
- Психотерапия в детской гастроэнтерологии: учебное пособие / Ю. В. Белоусов, В. А. Скумин. — М.: Министерство здравоохранения СССР: Центральный ордена Ленина институт усовершенствования врачей, 1987. — 115 с.  [Архівовано 4 січня 2018 у WebCite] (рос.)
- Немедикаментозные методы терапии в детской гастроэнтерологии: методические рекомендации / В. А. Скумин, Т. И. Ахмедов, Ю. В. Белоусов, В. А. Мищенко, Е. Г. Степанов. — Харьков: Санаторий «Берминводы», 1988. — 120 с.  [Архівовано 31 липня 2016 у Wayback Machine.] (рос.)